# Christian Zeller (Geograph)
Christian Zeller (* 1962 in Basel) ist ein Wirtschaftsgeograph und Professor für Wirtschaftsgeographie an der Universität Salzburg.

## Leben
Zeller studierte von 1983 bis 1984 Ökonomie an der Universität Basel. Anschließend folgte dort bis 1990 ein Studium der Geographie. Sein Studium beendete er im April 1990 mit einer Diplomarbeit über die Verkehrsplanung in der Stadt Basel. Im November 2000 wurde Zeller mit einer Dissertation über die Entwicklungen des Schweizer pharmazeutischen Unternehmens Novartis zu einem globalen Unternehmen promoviert. Im April 2008 habilitierte sich Zeller.
Nach einer Assistententätigkeit am Institut für Geographie an der Universität Basel von 1993 bis 1996 arbeitete Zeller von 1997 bis 2000 als Assistent an der Hamburger Universität im Fachbereich Wirtschaftsgeographie in einem DFG-Projekt. Von 2002 bis 2008 war er als Assistent an der Universität Bern tätig. Danach übernahm Zeller an der Universität Salzburg die Professur für Wirtschaftsgeographie.
Zeller vertritt ökosozialistische Positionen und gehört zur Redaktion der Zeitschrift Emanzipation, die für eine ökosozialistische Strategie eintritt.
Im Zuge der COVID-19-Pandemie engagierte sich Zeller für die Kampagne Zero Covid. Zur Bundestagswahl 2025 rief Zeller zur Wahl der Partei Die Linke auf.

## Veröffentlichungen (Auswahl)
- Mobilität für alle! Umrisse einer Verkehrswende zu einem autofreien Basel. Birkhäuser, Basel 1992, ISBN 9783764327309.[3]
- Globalisierungsstrategien – Der Weg von Novartis. (Zugleich Dissertation Universität Basel). Springer, Berlin/New York 2001, ISBN 978-3-642-56668-4.
- Die globale Enteignungsökonomie. Hrsg., Westfälisches Dampfboot, Münster 2004, ISBN 978-3-89691-549-8.
- zusammen mit Alessandro Pellizzari: Service public. Perspektiven jenseits der Privatisierung. Attac Schweiz (Hrsg.). Rotpunkt, Zürich 2005, ISBN 978-3-85869-302-0.
- zusammen mit Elmar Altvater: Wer von der Akkumulation des Kapitals nicht reden will, soll zum Wachstum schweigen. Gespräch. In: Emanzipation 1 (1), 2011, S. 1–21.
- zusammen mit Verena Kreilinger: Corona-Pandemie – eine historische Wende. Aufbruch, Salzburg 2020 PDF-Datei
- Revolution für das Klima. Warum wir eine ökosozialistische Alternative brauchen. Oekom, München 2020, ISBN 978-3-96238-188-2.
- zusammen mit Verena Kreilinger, Winfried Wolf: Corona, Krise, Kapital. Plädoyer für eine solidarische Alternative in den Zeiten der Pandemie. Papyrossa, Köln 2020, ISBN 978-3-89438-739-6.
- Für eine europäische Strategie gegen die Pandemie. Aufsatz Teil 1. In: Die Freiheitsliebe vom 30. Dezember 2020.[4]
- Warum die radikale Eindämmung der Pandemie dringend erforderlich ist. Aufsatz Teil 2. In: Die Freiheitsliebe vom 5. Januar 2021.[5]
- mit John Bellamy Foster, Michael Löwy, Jess Spear, Daniel Tanuro: Ökosozialismus. Positionen des klassischen Marxismus Debatten heute, Neuer ISP Verlag, Köln, Karlsruhe 2023, ISBN 978-3-89900-159-4.